# مدیریت پایدار مواد
مدیریت پایدار مواد یک رویکرد سیستمی برای استفاده و استفاده مجدد از مواد با بهره‌وری بیشتر در کل چرخه عمر آن‌ها است. این نشان‌دهنده تغییر در نحوه تفکر جامعه در مورد استفاده از منابع طبیعی و حفاظت از محیط زیست است. با نگاهی به کل چرخه عمر یک محصول می‌توان فرصت‌های جدیدی را برای کاهش اثرات زیست‌محیطی، حفظ منابع و کاهش هزینه‌ها یافت.
مصرف مواد در ایالات متحده و جهان در طول سدهٔ گذشته به سرعت درحال افزایش بوده است. طبق ضمیمه بیانیه رهبران G7 در ۸ ژوئن ۲۰۱۵، مصرف جهانی مواد خام در طول قرن بیستم، حدود دو برابر نرخ رشد جمعیت افزایش یافت. به ازای هر یک درصد افزایش در تولید ناخالص داخلی، مصرف مواد خام شاهد افزایش ۰٫۴ درصدی بوده است.

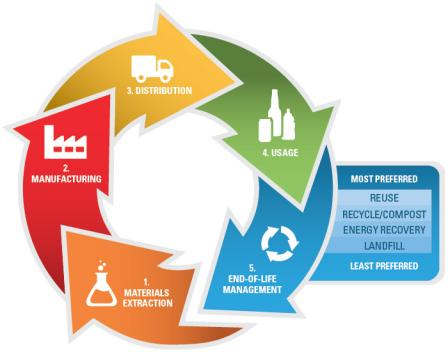
چرخه عمر مواد در مدیریت پایدار مواد (SMM) به گفتهٔ آژانس حفاظت از محیط زیست ایالات متحده(EPA). تشکیل شده ازمواد و محصولات حاصل از استخراج، ساخت، توزیع، استفاده و پایان عمر.

این مصرف روزافزون برای محیط زیست بهایی داشته است. برای مثال تخریب زیستگاه‌ها، از دست رفتن تنوع زیستی، ماهیگیری بیش از حد تحت فشار و بیابان زایی. مدیریت مواد همچنین با ۴۲ درصد از کل انتشار گازهای گلخانه ای ایالات متحده مرتبط است. ناکامی در یافتن راه‌های پربازده‌تر و پایدارتر برای استخراج، استفاده و مدیریت مواد و تغییر رابطه بین مصرف مواد و رشد، پیامدهای جدی‌ای برای اقتصاد و جامعه ما دارد.

## معرفی
مدیریت مواد پایدار (SMM) چهارچوب و ساختاری برای مدیریت مواد و محصولات به‌طور پایدار در طول کل چرخه عمر، از استخراج منابع، طراحی و ساخت، بهره‌وری منابع، مصرف و مدیریت پایان عمر ارائه می‌دهد.

نمایی از تفاوت اقتصادی خطی و اقتصاد چرخشی

الگوی سنتی مصرف مواد در ایالات متحده یک الگوی گهواره تا گور است. این الگو شامل استخراج مواد خام، تولید محصول، توزیع بین مصرف‌کنندگان، استفاده مصرف‌کنندگان و دفع می‌شود. آنی لئونارد، نویسنده The Story of Stuff، این رویه را اقتصاد خطی «take-make-waste» نامید و معمولاً از آن به عنوان جامعه زباله‌ساز یاد می‌شود. این شیوه‌های آشنای مدیریت پسماند برای ایجاد مدیریت پایدار منابع بازبینی می‌شوند. مدیریت مواد پایدار (SMM) تغییری در نحوه استفاده و ارزش‌گذاری مواد با تمرکز بر اثرات زیست‌محیطی استفاده از مواد و حفاظت از محیط زیست در کل چرخه عمر یک محصول است. SMM به عنوان یک رویکرد نظارتی برای مدیریت مواد توسط آژانس حفاظت از محیط زیست ایالات متحده (EPA) و بسیاری از دولت‌های دیگر در سراسر جهان پذیرفته شده است.
مدیریت پایدار مواد رویکردی گسترده است که با بسیاری از برنامه‌ها و مفاهیمی که دولت‌ها و کسب‌وکارها در سراسر جهان اتخاذ می‌کنند، همپوشانی دارد یا آن‌ها را پشتیبانی می‌کند. از جمله زباله صفر، شیمی سبز، برچسب‌گذاری زیست‌محیطی، مدیریت زنجیره تأمین پایدار، تولید ناب، تدارکات سبز ، طرح آژانس حفاظت از محیط زیست ایالات متحده برای برنامه محیط زیست، برنامه G8 3R (کاهش، استفاده مجدد، بازیافت)، برنامه‌های تولید و مصرف پایدار UNEP و مدیریت پایدار منابع، و چهارچوب مدیریت پایدار مواد OECD.

## تفاوت بین مدیریت پسماند و SMM[۵]
- SMM به دنبال بالاترین استفاده از همه منابع است در حالی که مدیریت پسماند بر مدیریت و کاهش زباله‌ها و آلاینده‌های زباله در پایان چرخه عمر تمرکز دارد.
- SMM بر کل چرخه عمر مواد و محصولات تمرکز دارد در حالی که مدیریت ضایعات فقط بر مدیریت پایان عمر محصولات زائد متمرکز است.
- SMM به ورودی‌ها و خروجی‌ها به / از محیط زیست و تأثیرات مرتبط بر هوا و آب مربوط می‌شود و از نظر جغرافیایی محدود نمی‌شود در حالی که مدیریت زباله فقط به تأثیر زباله‌ها بر محیط زیست و مناطقی که زباله‌ها در آن‌ها مدیریت می‌شود نگاه می‌کند.
- هدف کلی SMM پایداری بلندمدت است در حالی که مدیریت پسماند بر مدیریت یک اثر زیست‌محیطی که مربوط به محصولات زائد است تمرکز دارد.
- SMM تمام صنایع و مصرف‌کنندگان مرتبط با چرخه عمر یک ماده و محصول را به عنوان یک طرف مسئول در نظر می‌گیرد، در حالی که مدیریت پسماند فقط تولیدکنندگان زباله را به عنوان طرف مسئول در نظر می‌گیرد.

## مدل‌های چرخه عمر محصول
تلاش‌های مشابهی برای تعریف، طراحی و ساخت مفهوم از چرخه بسته عمر محصول و مدیریت مواد شده است که گاهی همپوشانی دارند. آژانس‌های دولتی، کارآفرینان، دانشمندان و سازمان‌های غیردولتی بسیاری از این تلاش‌ها را هدایت و رهبری می‌کنند و پیش می‌برند. در حالی که شبیه به SMM است، این مدل‌های چرخه عمر محصول تا حد زیادی بر مدیریت پایان عمر مواد متمرکز هستند، در حالی که SMM بر تأثیراتی که مواد، محصولات و خدمات بر محیط‌زیست دارند، مانند اتروفیکاسیون، اسیدی شدن، تخریب لایه اوزون، گرم شدن کره زمین و سم‌شناسی آبزیان و همچنین مصرف آب و انرژی تمرکز دارد.

### سرپرستی محصول
سازمان نظارت محصول، نظارت بر محصول را این‌گونه بیان می‌کند:
«عمل به حداقل رساندن اثرات یک محصول و بسته‌بندی آن بر بهداشت و سلامت، امنیت و ایمنی، محیط زیست و جامعه در تمام مراحل چرخه عمر، و در عین حال به حداکثر رساندن منافع اقتصادی. سازنده یا تولیدکننده محصول بیشترین توانایی را برای به حداقل رساندن اثرات نامطلوب دارد، اما سایر افراد دخیل مانند تامین‌کنندگان، خرده‌فروشان و مصرف‌کنندگان نیز نقش ایفا می‌کنند. سرپرستی می‌تواند داوطلبانه باشد یا طبق قانون الزامی باشد.»
بریتیش کلمبیا (BC) دارای یک شبکه نظارت محصول بسیار گسترده است که توسط بازیافت بریتیش کلمبیا (BC Recycles) اداره می‌شود و متشکل از تولیدکنندگان و صاحبان برند بریتیش کلمبیا است. تولیدکنندگان و صاحبان برند بر طبق قانون ملزم به جمع‌آوری و محصولات و بسته‌بندی آن‌ها درپایان عمر و تغییر مسیرشان هستند.

### اقتصاد چرخشی
برنامه اقدام ضایعات و منابع بریتانیا(WRAP) اقتصاد چرخشی را به عنوان جایگزینی برای اقتصاد سنتی مصرف، ساخت و اتلاف (make, take, waste)، تعریف می‌کند. بدین صورت که تا زمانی که ممکن است از منابع استفاده می‌کند و حداکثر ارزش را از مواد تا زمانی که مورد استفاده هستند، استخراج می‌کند. سپس در پایان عمر مواد و استفاده آن‌ها، مواد را برای تولید محصولات جدید بازیابی می‌کند.

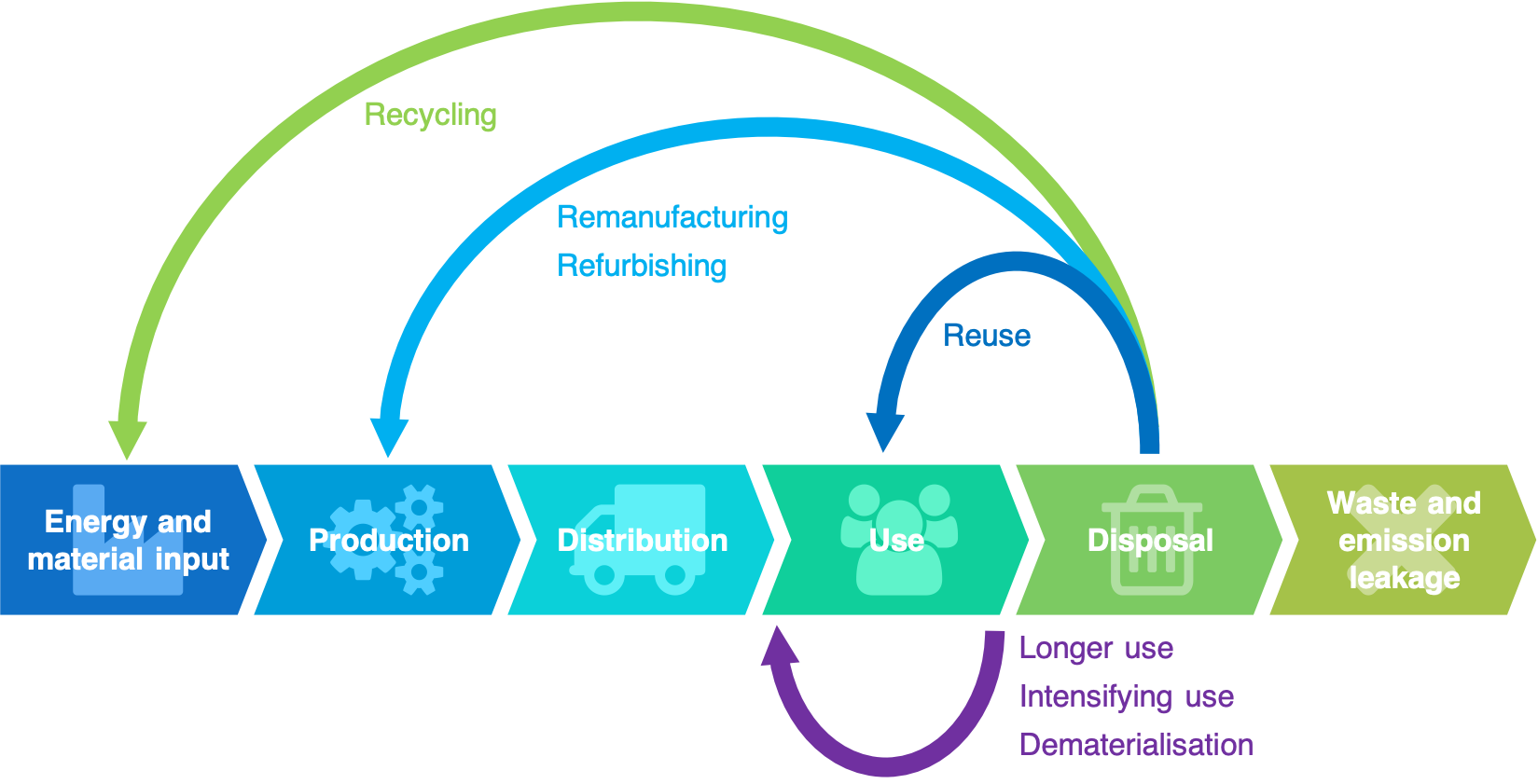
نمایی از مفهوم اقتصاد چرخشی

بنیاد الن مک آرتور برای تسریع گذار به اقتصاد چرخشی فعالیت می‌کند. این کار را از طریق همکاری با کسب‌وکارها، دانشگاه‌ها و دولت‌ها در سراسر جهان انجام می‌دهد تا اقتصادی را توسعه دهد که در طراحی احیاکننده و بازسازنده باشد. همچنین به دنبال این است که محصولات، اجزا و مواد در بالاترین میزان استفاده و ارزش آن‌ها، با توجه به تمایز چرخه‌های بیولوژیکی و فنی، در هر زمان نگه داشته شوند.

### گهواره تا گهواره
فرهنگ لغت مدیریت پایدار گهواره تا گهواره را به این صورت تعریف می‌کند:
«عبارتی که توسط والتر آر. استاهل در دهه ۱۹۷۰ ابداع شد و توسط ویلیام مک دونا و مایکل برانگارت در کتابشان که با همین نام در سال ۲۰۰۲ چاپ شد، رواج پیدا کرد. این چارچوب به دنبال ایجاد روش‌ها و تکنیک‌های تولیدی است که نه تنها کارآمد و مؤثر هستند، بلکه اساساً بدون پسماند هستند. در تولید گهواره به گهواره، تمام مواد ورودی و خروجی به عنوان مواد مفید از لحاظ فنی یا بیولوژیکی دیده می‌شوند. مواد مفید فنی را می‌توان بازیافت یا از آن‌ها استفاده مجدد کرد بدون آن‌که کیفیتشان افت پیدا کند، و مواد مفید بیولوژیکی مصرف یا به کمپوست تبدیل می‌شوند. در مقابل، گهواره تا گور به شرکتی گفته می‌شود که مسئولیت دفع کالاهایی را که تولید کرده است بر عهده می‌گیرد، اما لزوماً اجزای تشکیل‌دهنده محصولات را دوباره به خدمت نمی‌گیرد.»

### بازیافت حلقه بسته
در بازیافت حلقه بسته، یک ماده مصرف شده در پایان عمر جمع‌آوری می‌شود و به فرایند تولید بازگردانده می‌شود تا برای تولید یک محصول جدید استفاده شود.

## پیاده‌سازی مدیریت پایدار مواد در سطح جهانی

### سازمان همکاری اقتصادی و توسعه (OECD)
سازمان همکاری اقتصادی و توسعه (OECD) در سال ۱۹۶۰ تشکیل شد و در حال حاضر شامل ۳۵ کشور از جمله ایالات متحده، کانادا، مکزیک، ژاپن و ۲۳ کشور در اتحادیه اروپا عضو آن هستند. این سازمان برای تقویت و رشد رفاه اقتصادی و پایان دادن به فقر فعالیت می‌کند. شیوه اتخاذ شده برای این امر ارتقای رشد اقتصادی و ثبات مالی برای دولت‌ها در سراسر جهان با درنظرگیری پیامدهایی که رشد اقتصادی و اجتماعی بر محیط‌زیست دارند، است.
از دهه ۱۹۸۰، OECD برای ترویج سیاست‌هایی کار کرده است که از ضایعات جلوگیری می‌کنند و آن‌ها را کاهش می‌دهند و مدیریت می‌کنند تا اثرات منفی زیست‌محیطی را کاهش دهند. با گذر زمان مشخص شده است که افزایش فعالیت اقتصادی و مصرف مواد به‌طور روزافزون نیازمند یک رویکرد سیستماتیک مبتنی بر مواد برای مدیریت ضایعات است، رویکردی که به دنبال بازگردانی مواد به فرایند تولید در پایان عمرشان است. این رویکرد «گهواره به گهواره» نام دارد و برای مدیریت مواد در مقابل رویکرد سنتی مدیریت زباله «گهواره تا گور» قرار می‌گیرد. در حدود سال ۲۰۰۱ OECD شروع به تأکید بر سودمند بودن این دیدگاه برای کشورها کردکه ضایعات منابعی هستند که می‌توانند به عنوان ورودی برای محصولات جدید استفاده شوند. بسیاری از کشورها و دولت‌ها اتخاذ سیاست‌های مدیریت مواد پایدار را آغاز کرده‌اند.
در سال ۲۰۱۲، OECD خلاصه‌ای از سیاست رشد سبز را در مورد مدیریت پایدار مواد منتشر کرد. در آن SMM را این‌گونه تعریف می‌کنند:
رویکردی برای رواج دادن استفاده پایدار از مواد با ادغام اقداماتی برای کاهش اثرات منفی زیست‌محیطی و حفظ سرمایه طبیعی در طول چرخه عمر مواد، همراه با در نظرگیری کارایی اقتصادی و برابری اجتماعی.
تعریف عملی OECD نکات زیر در مورد تعریف SMM را شامل می‌شود:
- «مواد» شامل تمام آن‌هایی است که از منابع طبیعی استخراج شده یا به دست می‌آیند، که ممکن است معدنی یا آلی باشند، در تمام دوره‌های عمرشان.
- «چرخه عمر مواد» شامل کلیه فعالیت‌های مرتبط با مواد مانند استخراج، حمل و نقل، تولید، مصرف، استفاده مجدد از مواد یا محصولات، بازیافت و دفع می‌شود.
- یک نتیجه اقتصادی کارآمد زمانی حاصل می‌شود که منافع خالص برای جامعه به عنوان یک کل به حداکثر برسد.
- انواع ابزارهای سیاستی می‌توانند از SMM پشتیبانی کنند، مانند قوانین اقتصادی، ابزارهای اطلاعاتی و مشارکت.
- SMM ممکن است در سطوح مختلف، از جمله شرکت یا بخش و سطوح مختلف دولتی انجام شود. SMM ممکن است مناطق جغرافیایی و افق‌های زمانی متفاوتی را پوشش دهد.

### برنامه محیط زیست سازمان ملل متحد (UNEP)
تولید و مصرف پایدار (UNEP)
مدیریت منابع پایدار (UNEP)

### آژانس حفاظت از محیط زیست ایالات متحده (US EPA)
آژانس حفاظت از محیط زیست ایالات متحده، مدیریت مواد پایدار را به عنوان یک چهارچوب نظارتی برای مدیریت مواد پذیرفته است. این آژانس در ژوئن ۲۰۰۹ گزارشی را ارائه کرد که به عنوان نقشه راه برای SMM در ایالات متحده عمل می‌کرد. عنوان این گزارش مدیریت مواد پایدار - جاده پیش رو ۲۰۰۹–۲۰۲۰ است. در این گزارش EPA مدیریت پایدار مواد را این‌گونه تعریف می‌کند:
«... رویکردی برای تأمین نیازهای انسان با استفاده یا استفاده مجدد از منابع به‌طور پربازده و پایدار در طول چرخه عمر آن‌ها، یا به‌طور کلی به حداقل رساندن مقدار مواد دخیل و تمام اثرات زیست‌محیطی مرتبط».
قانون حفاظت و بازیابی منابع (RCRA) پایه‌های قانونی را برای مدیریت پایدار مواد در ایالات متحده تعیین می‌کند و ترجیحی برای حفظ منابع نسبت به دفع ایجاد می‌کند. در سال ۲۰۱۰، دفتر حفاظت منابع و بازیابی تمرکز خود را از صرفاً بازیابی منابع، به اتخاذ رویکردی گسترده‌تر برای مدیریت مواد پایدار تغییر داد. رویکرد جدید شامل دو دستور اصلی مدیریت پسماند RCRA است: ۱) حفاظت از سلامت انسان و محیط زیست در برابر پسماند و۲) حفظ منابع. سه هدف افزوده نیز عبارتند از: ۱) کاهش پسماند و افزایش استفاده کارآمد و پایدار از منابع ۲) جلوگیری از قرار گرفتن انسان و اکوسیستم در معرض استفاده از مواد شیمیایی خطرناک ۳)مدیریت ضایعات و پاکسازی مواد شیمیایی منتشره به روشی ایمن و سالم از نظر زیست‌محیطی.
در سال ۲۰۱۵، آژانس حفاظت از محیط زیست ایالات متحده (EPA) گزارش برنامه استراتژیک مدیریت پایدار مواد برای سال‌های مالی ۲۰۱۷–۲۰۲۲ را منتشر کرد. این برنامه پنج ساله بر سه ابتکار استراتژیک متمرکز خواهد بود:
1. محیط زیست ساخته شده
2. بازیافت مواد آلی و
3. کاهش در بسته‌بندی

حوزه‌های دیگری که EPA بر آن‌ها تمرکز خواهد کرد شامل مدیریت الکترونیک پایدار، ارزیابی چرخه عمر، اندازه‌گیری و همکاری بین‌المللی مدیریت پایدار مواد است.